# Rhipsalis pachyptera
Rhipsalis pachyptera ist eine Pflanzenart in der Gattung Rhipsalis aus der Familie der Kakteengewächse (Cactaceae). Das Artepitheton pachyptera leitet sich von den griechischen Worten pachys für ‚dick‘ sowie pteron für ‚Flügel‘ ab und verweist auf den Aufbau der Triebabschnitte der Art.

## Beschreibung
Rhipsalis pachyptera wächst epiphytisch oder lithophytisch mit halb aufrechten bis etwas hängenden, reich verzweigten Trieben und erreicht Längen von bis zu 1 Meter. Die dunkelgrünen und später rötlich werdenden abgeflachten dicken  Triebe sind breit elliptisch bis kreisrund und besitzen hervorstehende Adern. Der Rand ist gekerbt und ausgenommen. Die Areolen sind spärlich mit Wolle besetzt.
Die gelblichen bis weißen Blüten erscheinen in Gruppen bis zu drei Blüten seitlich aus den Trieben. Sie sind 15 Millimeter lang und weisen einen Durchmesser von 20 bis 25 Millimeter auf. Die kugelförmigen bis niedergedrückt kugelförmigen Früchte sind rot.

## Verbreitung, Systematik und Gefährdung
Rhipsalis pachyptera ist in den brasilianischen Bundesstaaten Rio de Janeiro, São Paulo, Paraná, Santa Catarina und Rio Grande do Sul im Tiefland verbreitet.
Die Erstbeschreibung erfolgte 1837 durch Ludwig Georg Karl Pfeiffer. Ein nomenklatorisches Synonym ist Hariota pachyptera (Pfeiff.) Kuntze (1891).
In der Roten Liste gefährdeter Arten der IUCN wird die Art als „Data Deficient (DD)“, d. h. mit keinen ausreichenden Daten geführt.

## Nachweise